# Porzellan-Manufaktur Ludwigsburg

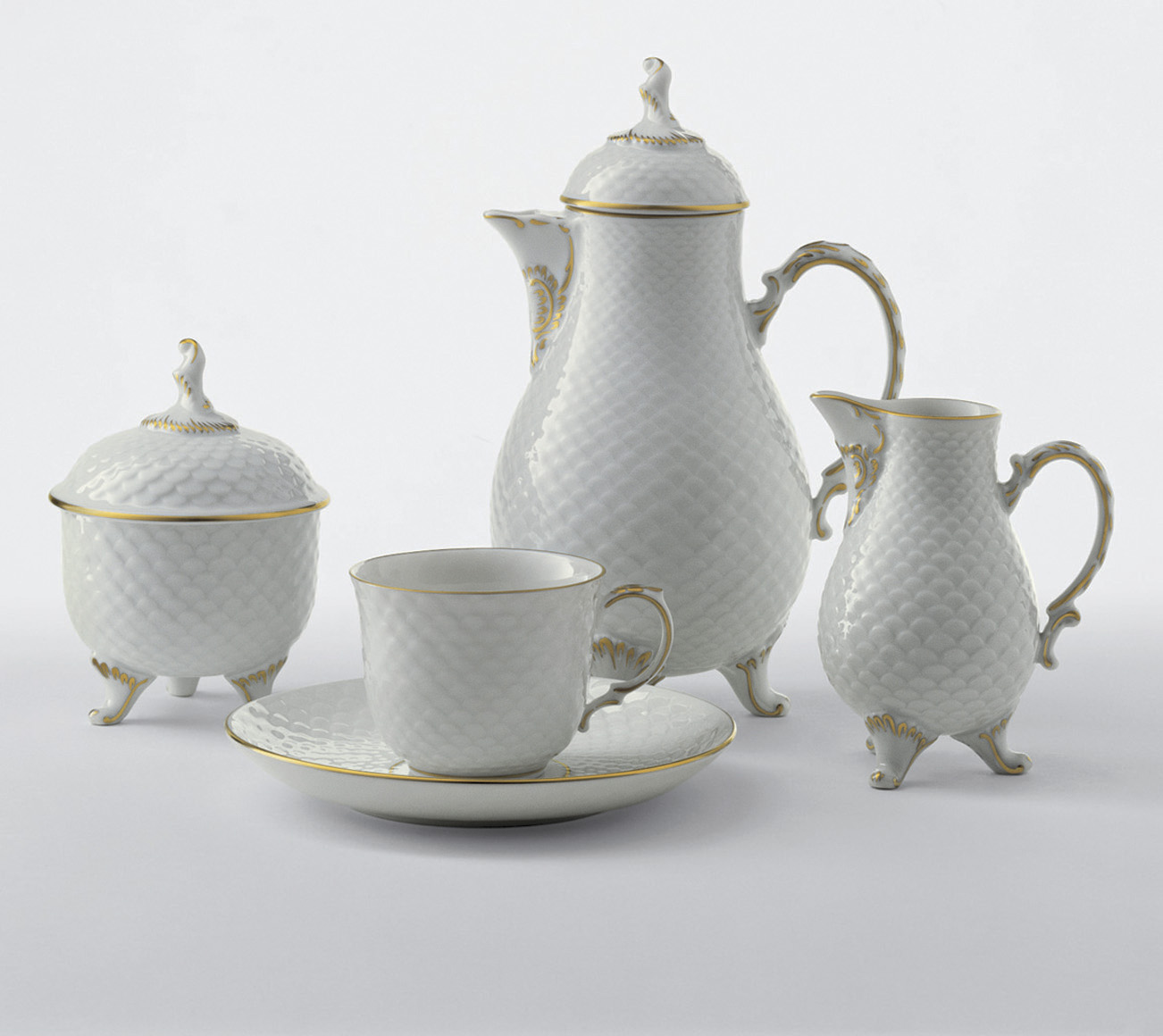
Porzellanmanufaktur Ludwigsburg, Mokkaservice mit „Schuppenmuster“

Die Porzellan-Manufaktur Ludwigsburg wurde am 5. April 1758 als Herzoglich-ächte Porcelaine-Fabrique von Herzog Carl Eugen von Württemberg per Dekret in Ludwigsburg gegründet. Das zuletzt unter dem Namen Schlossmanufaktur Ludwigsburg GmbH firmierende Unternehmen ging auf eine Neugründung im Jahr 1948 zurück. 2016 wurde die Firma infolge von Zahlungsunfähigkeit aufgelöst.

## Zweck der Gründung
Porzellan gehörte im 18. Jahrhundert zu jeder vornehmen Tafel, war begehrtes Sammelobjekt und repräsentatives Geschenk. Für seine glanzvolle absolutistische Hofhaltung benötigte Herzog Carl Eugen große Mengen des zerbrechlichen weißen Goldes. Den Luxus einer eigenen Porzellanfabrik finanzierte er aus seiner Privatschatulle. Jahrelang bezuschusste er die Manufaktur mit monatlich 1000 Gulden.

## Geschichte

### Vorgeschichte
Porzellan war in Europa selten und musste bis ins 18. Jahrhundert für gewöhnlich aus Ostasien importiert werden. Im 17. Jahrhundert wurde mit der Erforschung des Porzellans begonnen. Mitte des 17. Jahrhunderts wurden in Delft die ersten Manufakturen gegründet, die anfangs recht derbe Ware produzierten. Als einzige große dieser Manufakturen überdauerte die 1653 gegründete De Porceleyne Fles, auch bekannt als Royal Delft, bis heute.
Im deutschsprachigen Gebiet erfolgte 1708 die Gründung der ersten Porzellanmanufaktur in Meißen, der weitere folgten, unter anderem in Wien (1718), Höchst (1746), Fürstenberg und Nymphenburg (beide 1747), Berlin (1751) und Frankenthal (1755). In Frankreich entstanden in der gleichen Periode die Manufakturen von Chantilly (1725) und Sèvres (ursprünglich im Schloss Vincennes, 1738); in England 1743 die Manufaktur von Chelsea.
1729 bekam der württembergische Herzog Eberhard Ludwig von Elias Vater, einem Glas- und Spiegelmacher, das Angebot, so schenes Porzellan zu machen, als derley in Sachsen zu haben. Unter Herzog Carl Alexander, dem Vater von Carl Eugen, wurden die ersten Versuche der Porzellanherstellung in Württemberg unternommen, namentlich durch Johann Philipp Weisbrodt. 1736 musste der herzogliche Finanzbevollmächtigte Joseph Süß Oppenheimer 2000 Gulden für die Porzellanherstellung bereitstellen. Mit dem Tod Carl Alexanders wurden diese Versuche zunächst eingestellt, jedoch ab 1751 wieder aufgenommen. Im gleichen Jahr erhielt die Calwer Handelscompagnie von Zahn und Dörtenbach ein herzogliches Privileg zur Porzellanherstellung, 1757 ging dieses Privileg an den Heilbronner Bonifatius Christoph Häcker über. Sowohl die Calwer Handelscompagnie als auch Häcker scheiterten an technischen Schwierigkeiten und nicht ausreichenden finanziellen Mitteln. 1758 erließ Herzog Carl Eugen, ohne Angabe von Gründen, das Dekret, mit dem die Ludwigsburger Manufaktur gegründet wurde – als letzte der noch vom Rokoko geprägten Spitzenmanufakturen Europas.

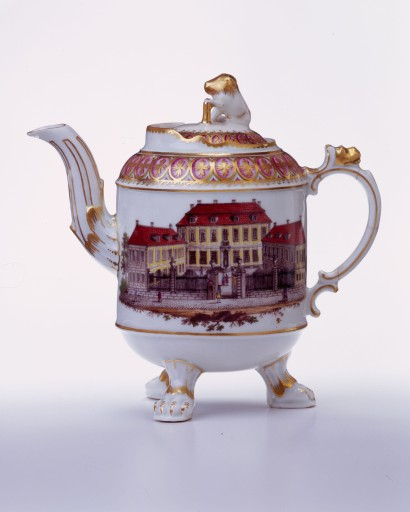
Teekanne der Porzellanmanufaktur (um 1775), die auf Vorder- und Rückseite die Anlage der damaligen Manufaktur zeigt

### Anfang und Wachstum

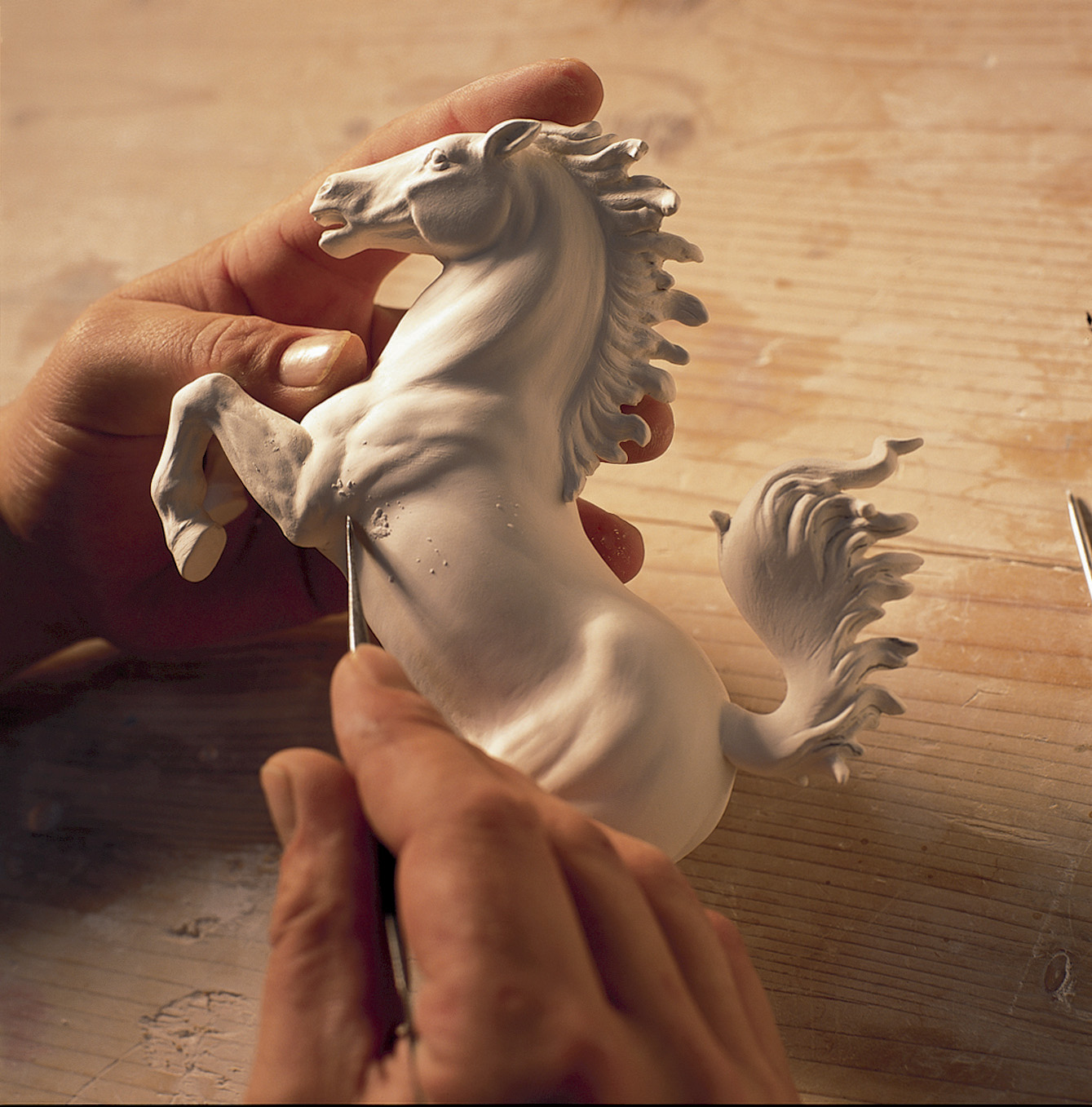
Bossieren einer Figur

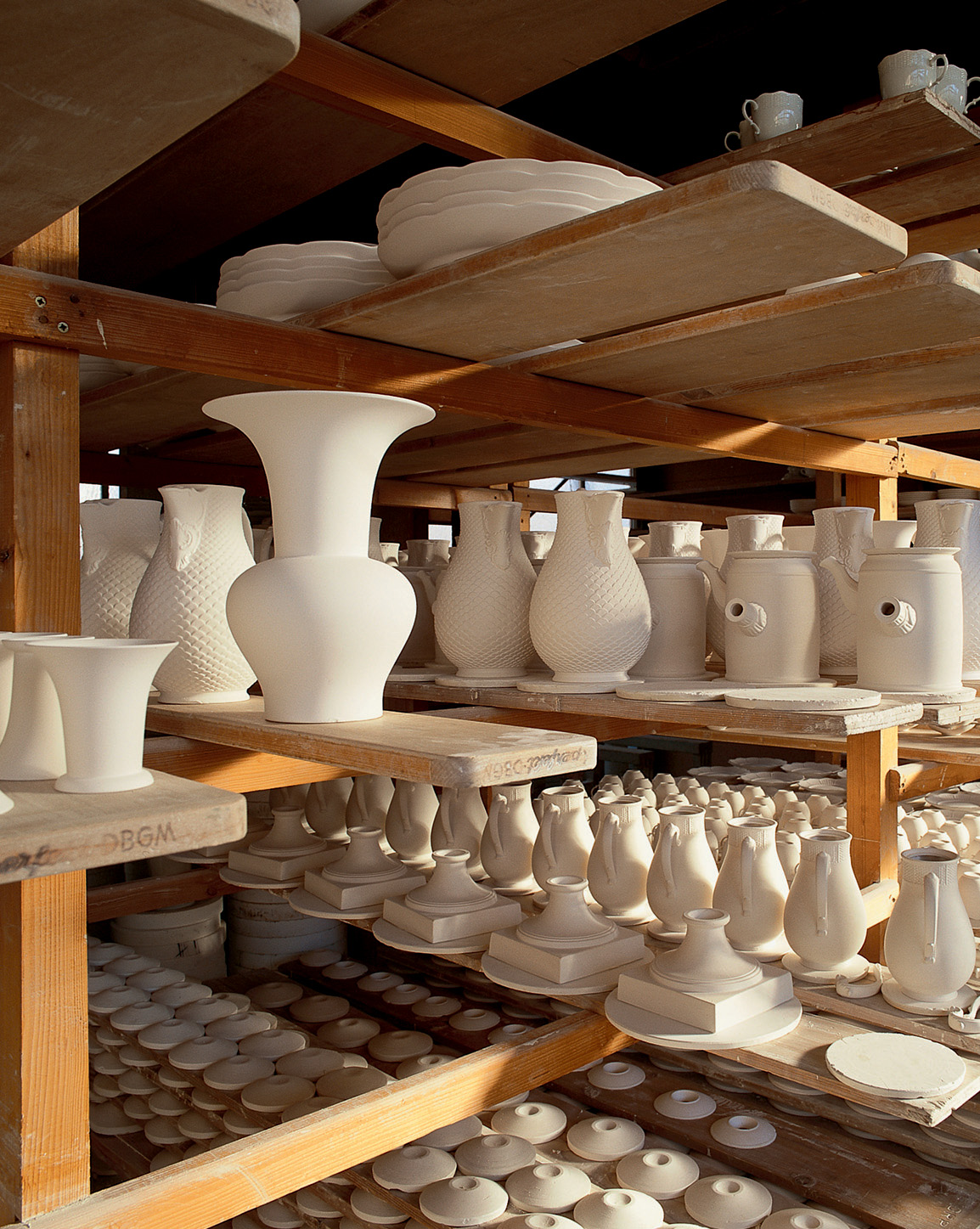
Regal mit Rohware

Auch die Monate nach dem Gründungsdekret waren von Widrigkeiten gekennzeichnet. Es gab weiterhin Schwierigkeiten bei der Aufbereitung des Rohmaterials, der Tonerde. Wegen der anfänglichen Probleme bei der Fertigung wurde mit unterschiedlichen Brennöfen experimentiert. Daneben gab es immer wiederkehrende Engpässe bei der Holzbeschaffung; allein bei einem Garbrand wurden über 40 m³ Holz verbraucht. Zu dem allem kamen Führungsintrigen hinzu.
Die Wende brachte die Einstellung von Joseph Jakob Ringler (1730–1804). Am 16. Februar 1759 wurde er als zweiter Direktor der Manufaktur berufen. Ringler war ein erfahrener Arkanist, der auf seinen Wanderungen schon zuvor einigen Manufakturen zur Produktion verholfen hatte. Seine umfangreichen Kenntnisse über Porzellanmischung und Brenntechnik gab er niemals völlig preis. Da Herzog Carl Eugen vor allem Wert auf sehr hohe künstlerische Leistung legte und bereit war, diese entsprechend zu honorieren, wurden von Anfang an renommierte Fachleute nach Ludwigsburg berufen. Im März 1759 beschäftigte die Manufaktur 21 fest angestellte Mitarbeiter. Ihre Gehälter reichten von monatlich 12 Gulden für Tonschneider bis zu 75 Gulden für Ringler. Für März 1759 ist ein Zitat des damaligen Kassieres Wider überliefert: Serenissimus (der Herzog) hatte seine Freude an Figuren, die damals was seltenes waren. Darum wurden viele Bossierer eingestellt.
Die Manufaktur entwickelte sich rasch und erreichte bereits nach wenigen Jahren ihre erste Blütezeit. 1760/1770 belief sich die Anzahl der Mitarbeiter auf etwa 160 bis 180 Porzellanhandwerker. Unter ihnen waren die Porzellanmaler bei weitem in der Mehrheit, weil jedes einzelne Stück zeitaufwändig von Hand bemalt werden musste. Hingegen konnten die Formen der Modellierer, waren sie erst einmal hergestellt, immer wieder für Abdrücke verwendet werden. So beschäftigte die Manufaktur neben den festen Mitarbeitern auch noch eine ganze Anzahl so genannter Hausmaler, die in Heimarbeit Stücke bemalten. Erleichtert wurde das Wachstum in den Anfangsjahren durch die Behinderung Meißens im Siebenjährigen Krieg (1756–1763).

### Künstlerische Blütezeit

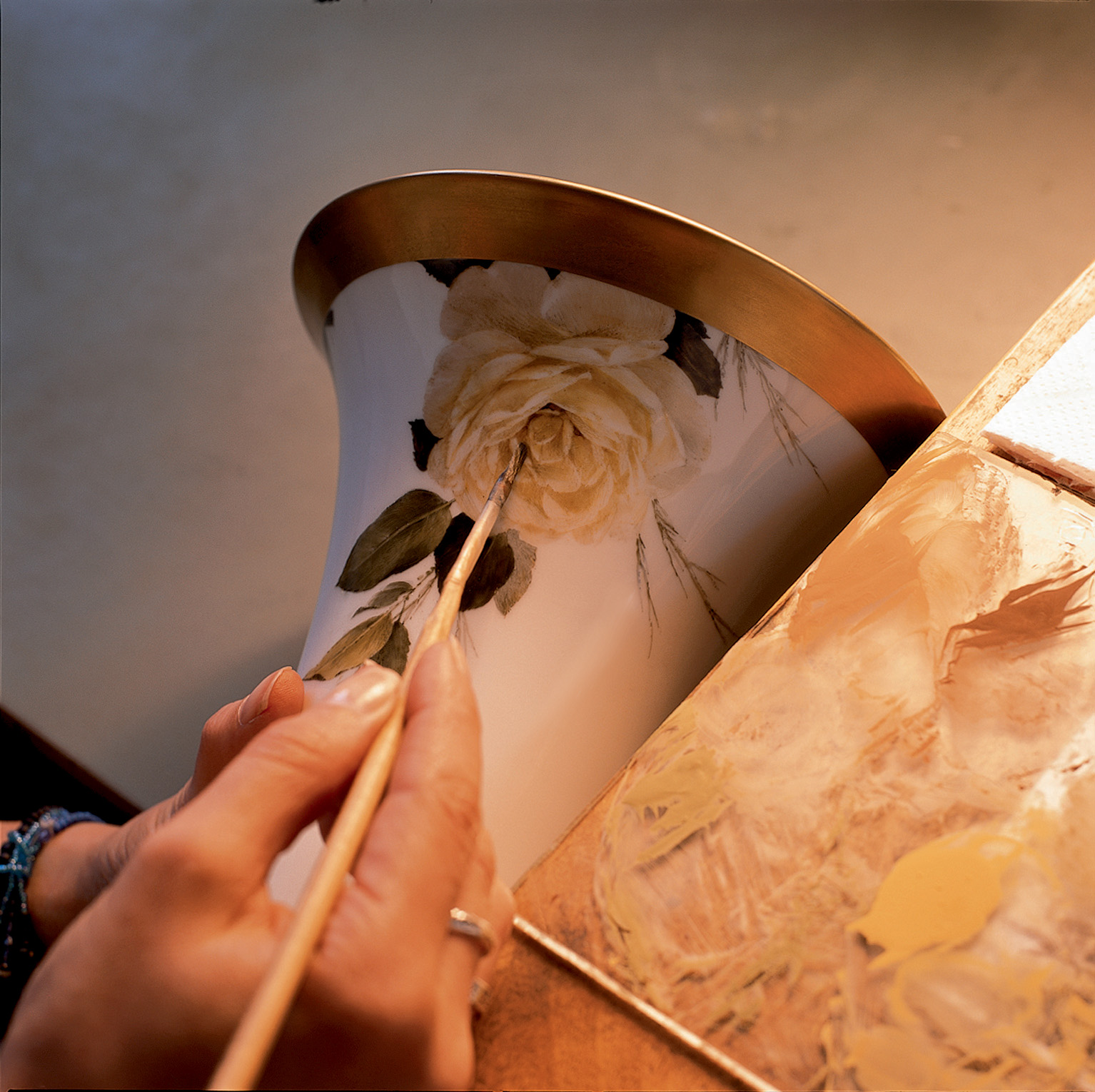
Bemalen einer Vase

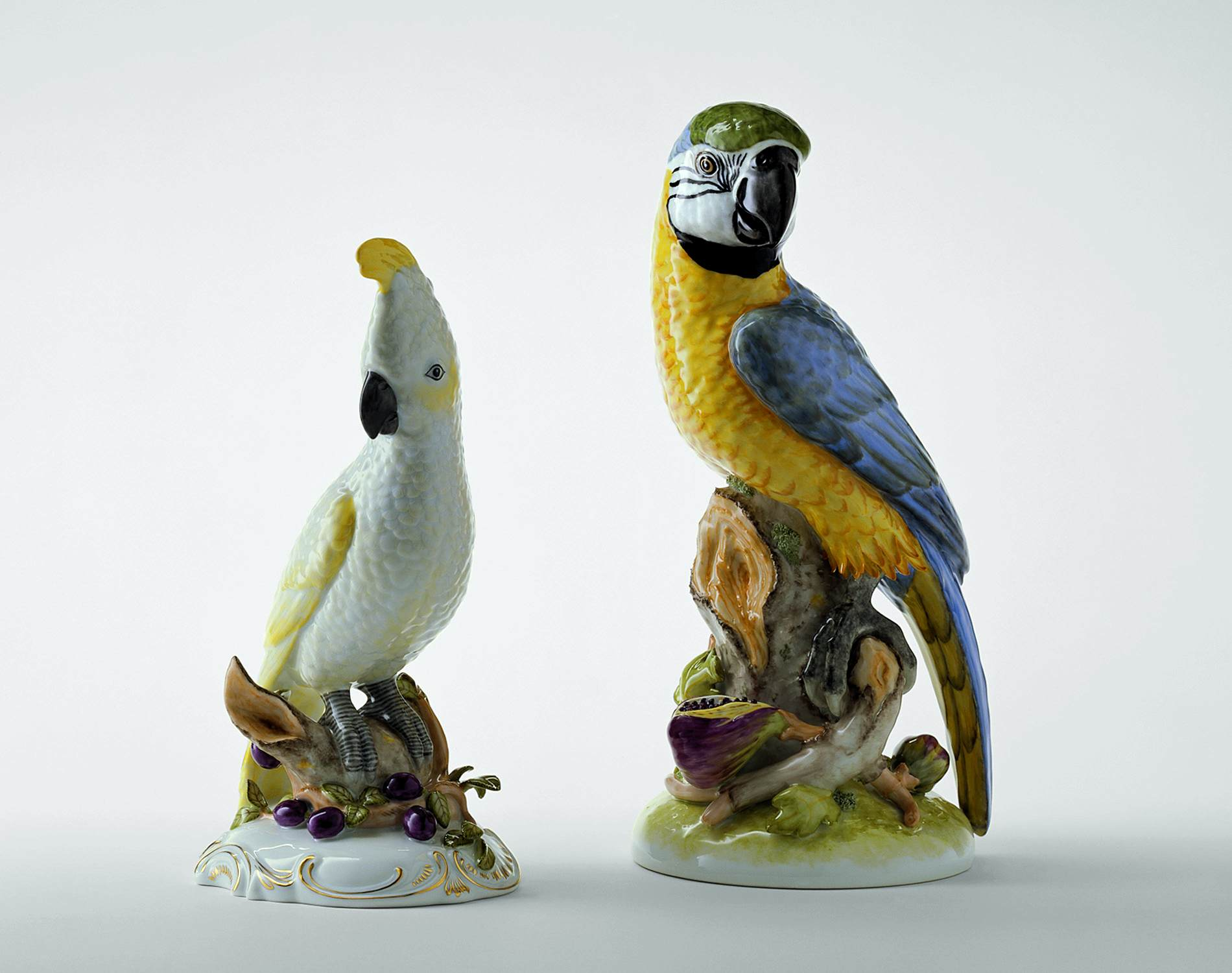
Kakadu und Papagei

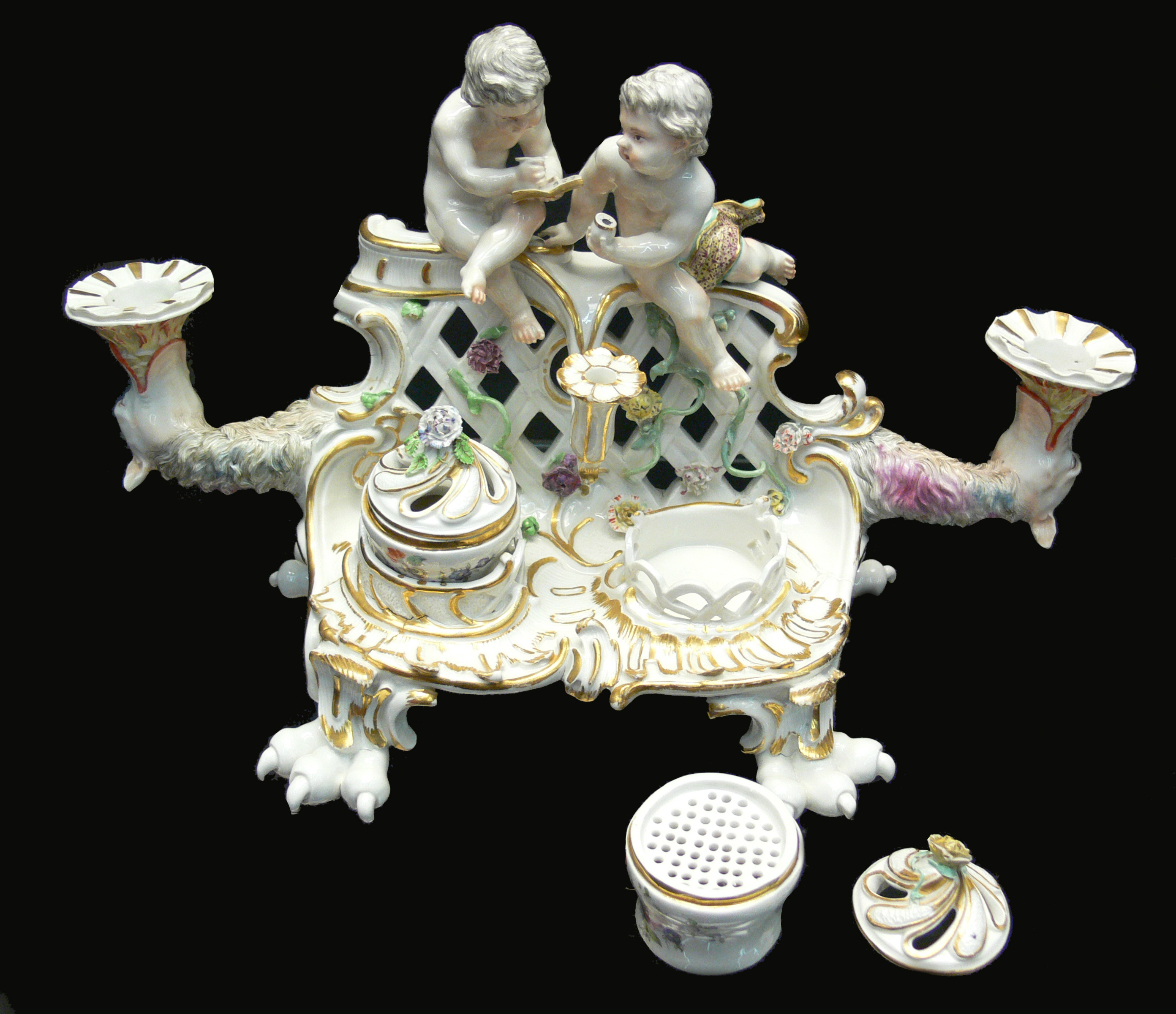
Schreibzeug mit Putten und Kerzenhaltern, um 1765

In der künstlerischen Qualität konnte sich Ludwigsburg mit den anderen in Europa führenden Manufakturen vergleichen. Die besondere Stärke der Ludwigsburger Manufaktur waren figürliche Darstellungen. Ludwigsburg, als zuletzt gegründete der großen Manufakturen, war nicht so stark der zu Ende gehenden Epoche des Rokokos verhaftet wie die anderen. Somit konnten sich frühzeitig, bereits vor 1765, Stilmerkmale des aufstrebenden Klassizismus in den figürlichen Werken durchsetzen.
Unter den Künstlern jener Zeit ragt vor allem Gottlieb Friedrich Riedel (1724–1784) hervor, der am 15. Mai 1759 als Obermaler eingestellt wurde. Von seiner früheren Arbeitsstelle Meißen brachte er auch viele gestalterische Elemente mit und betätigte sich auch Modelleur, Farbarkanist und Gestalter für die Geschirrherstellung, de facto also als künstlerischer Leiter der Manufaktur.
Zu seinen berühmtesten Entwürfen gehört unter anderem das luxuriöse Giovanelli-Martinelli-Service, welches mit aufwendigen Blumen- und Landschaftsmalereien sowie reichen Vergoldungen ausgeführt worden war. Mit diesem zwischen 1762 und 1763 entstandenen umfangreichen Frühstücks- und Toiletteservice bedankte sich Herzog Carl Eugen bei Graf Giovanelli für dessen Gastfreundschaft während Carl Eugens Italienreisen. Ebenfalls berühmt wurde Riedels 1765 geschaffenes „Schuppenmuster“, eines der ersten voll reliefierten Porzellanmuster für Kaffee-, Tee- und Schokoladenservice. Riedel verzichtete dabei auf großflächige Bemalung, um Form und Struktur alleine wirken zu lassen. Zu den weiteren Werken dieses vielseitigen Künstlers gehörten prachtvolle Deckelvasen und Figurinen ebenso wie Vogel-, Blumen-, Figuren- und Landschaftsmalereien. In stilistischer Hinsicht ging Riedel völlig in der schweren Pracht des Rokokos auf.
Ein weiterer exzellenter Modelleur war Johann Christian Wilhelm Beyer (1725–1796), der von 1759 bis 1767 Modellmeister der Porzellan-Manufaktur war. Ihm ging es vor allem darum, schwierige Bewegungsabläufe zu visualisieren, etwa Drehungen und Wendungen, was ihm in den Musiksoli besonders glückte. Die 1763 kreierte siebenteilige Figurengruppe zählt zu den bedeutendsten der in der Porzellanmanufaktur geschaffenen Werke. Sie besteht aus Sängerin, Gitarrenspielerin, Geigenspieler, Waldhornbläser, Cellospieler, Spinettspielerin sowie einer Kaffeetrinkerin im gleichen Stil. Die Musiksoli stehen zwar noch in der Tradition des Rokokos, zeigen aber bereits klassizistische Einflüsse. Man kann Beyer, der sich in seiner weiteren Entwicklung noch mehr dem Klassizismus zuwendete, als eine Art künstlerischen Gegenpol zu Riedel betrachten.
Eine Sammlung besonderer Art stellt die Venezianische Messe dar. Sie bildet das bunte Markttreiben der gleichnamigen, von Carl Eugen alljährlich nach italienischem Vorbild abgehaltenen Messe nach, von Händlern und Marktständen über Handwerker und Werkzeuge bis hin zu Wirtshausszenen und Raufbolden. Verschiedene Modelleure schufen die über 250 etwa 7 cm hohen Figuren. Mit dieser detaillierten Darstellung des bürgerlichen Lebens bekam die bislang eher am höfischen Leben orientierte Porzellanplastik neue Impulse.
Unter den zahlreichen Malern verdienen Gottlieb Friedrich Kirschner und Albrecht Joseph Christian Wilhelm Walcher besondere Erwähnung. Beide malten Blumen in kühner Farbgebung und strahlender Leuchtkraft. Etliche der besonders guten Ludwigsburger Porzellanmaler hinterließen Signaturen auf ihren Stücken – klein und an versteckter Stelle, weil diese Signaturen seitens der Manufaktur unerwünscht waren. Deshalb lassen sich heute 60 der rund 200 namentlich bekannten Malern einzelne Stücke namentlich zuordnen.

### Vorläufiger Niedergang
1775 verlegte Carl Eugen seine Residenz von Ludwigsburg zurück nach Stuttgart. Mit ihm verließen außer dem Hofstaat und dem von ihm abhängigen Gewerbe auch große Teile des Militärs Ludwigsburg; der Verfall der Porzellanmanufaktur begann.
Der Niedergang wurde auch dadurch verursacht, dass die Manufaktur in der Geschirrproduktion die künstlerische Innovation versäumte. Der in diesem Bereich dominierende Riedel konnte sich nicht von den Traditionen des Rokokos lösen. Zu Beginn des 19. Jahrhunderts wirkten die Ludwigsburger Geschirre unmodern und fanden immer weniger Käufer. Hinzu kam der generelle künstlerische Niedergang der Blumenmalerei, nicht nur in Ludwigsburg, sondern auch bei den anderen großen Manufakturen. Immer weniger erstklassige Künstler wollten sich damit beschäftigten, so dass Geschirre mit Blumenmotiven fast auf den Rang von Massenware herabsanken.
Ab 1797 wurde die Manufaktur von König Friedrich I. von Württemberg unterstützt, welcher anstelle der bis dahin gebräuchlichen grauen Porzellanerde aus Alpirsbach sogar weiße Porzellanerde aus Frankreich kommen ließ – nebst einigen französischen Fachleuten. So erlebte die Manufaktur etwa 1806 nochmals eine kurze Blütezeit, die mit Friedrichs Tod wieder endete. 1824 schloss König Wilhelm I. von Württemberg die Manufaktur aus wirtschaftlichen Gründen. Die Vorlagensammlung mit 450 Zeichnungen und zahlreichen Stichen ging in den Besitz des Königlichen Kupferstichkabinetts über.

### Wiederaufschwung

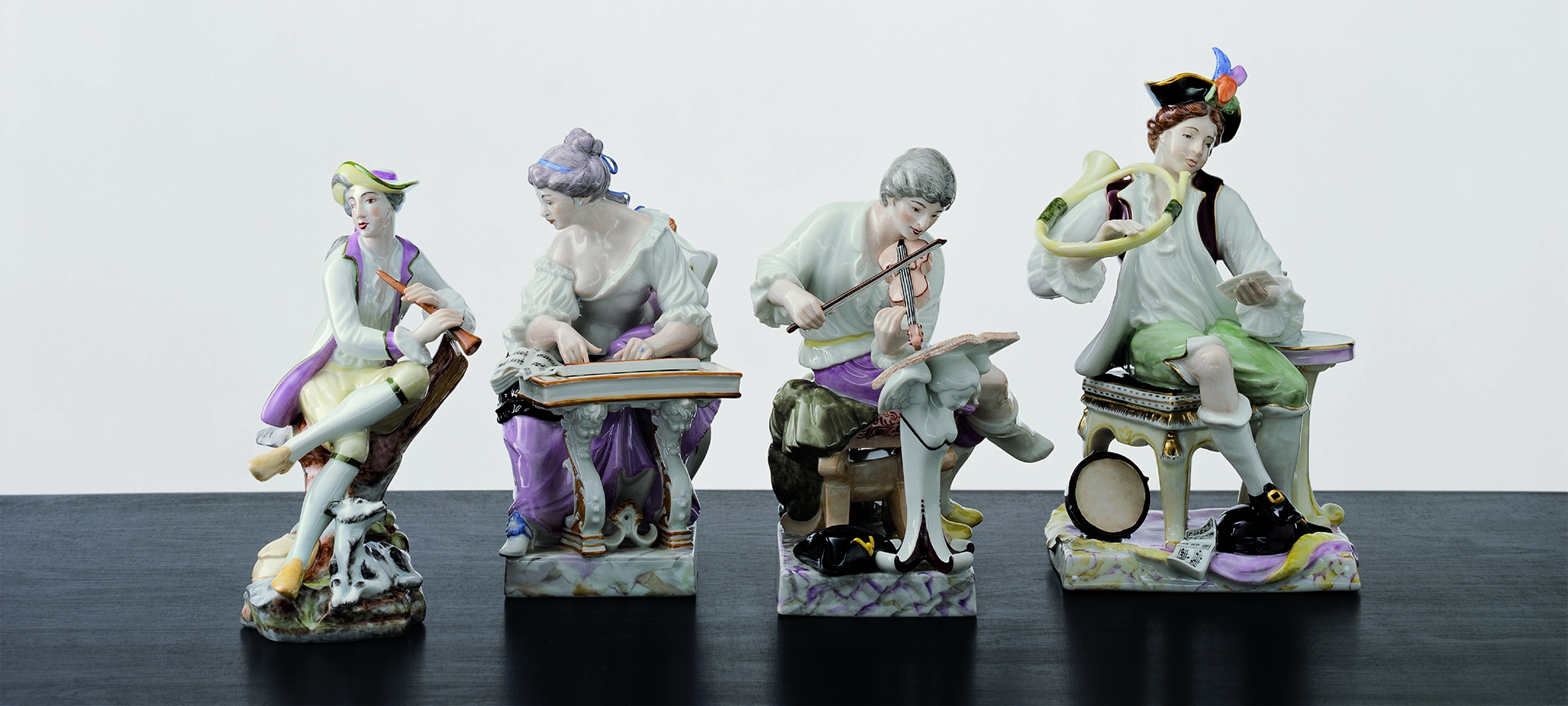
Musiker-Skulpturen. Links Flötenspieler, rechts davon drei Musiksoli-Figuren: Spinettspielerin, Geigenspieler und Waldhornbläser

Am 10. Februar 1919 wurde die Porzellanmanufaktur Alt-Ludwigsburg GmbH gegründet, die Gebrauchsporzellan herstellte und nicht in der Tradition der „herzoglichen“ Manufaktur arbeitete. Im Juli 1920, nach einem verlorenen Rechtsstreit um den Firmennamen mit der Württembergischen Porzellan-Manufaktur Schorndorf, firmierte die Gesellschaft in Ludwigsburger Porzellanmanufaktur AG um. Anfangs bezog das Unternehmen Weißporzellan von Herstellern aus Thüringen und der Oberpfalz, z. B. Müller & Co (Volkstedt-Rudolstadt), C&A Carstens (Blankenhain), Johann Haviland (Waldershof) und C.M. Hutschenreuther (Hohenberg a.d. Eger) und bemalte dies nur. Ab Januar 1921 wurde in einer neu errichteten Fabrik in Ludwigsburg eigenes Porzellan hergestellt. Wegen des starken Wettbewerbsdrucks scheiterte die Firma bald. Am 18. Juni 1925 beschloss die Hauptversammlung die Liquidation. 1927 wurde der Geschäftsbetrieb endgültig eingestellt.
1926 erwarb Otto Wanner-Brandt (1862–1962) die Warenzeichenrechte der Herzoglich/Königlichen Manufaktur bis 1976. 1948 glückte die Neugründung durch Otto Wanner-Brandt als Porzellan-Manufaktur Ludwigsburg GmbH. Die alten Formen und Motive wurden neu aufgelegt, beispielsweise Teile der Musiksoli oder der Venezianischen Messe. Ein Klassiker ist das „Schuppenmuster“, das ausschließlich in Ludwigsburg gefertigt wurde.
Ein Mokka-Service aus der Porzellan-Manufaktur Ludwigsburg war am 24. Mai 1965 das Geschenk der Stadt Stuttgart für Elisabeth II. von England, anlässlich ihres Staatsbesuchs in der BRD. Ab 1967 war die Porzellanmanufaktur im Residenzschloss Ludwigsburg untergebracht. Am 13. Juni 1994 erhielt sie den Stiftungspreis der Württembergischen Hypothekenbank für Kunst und Wissenschaft für ihre Verdienste um die Bewahrung und Fortführung traditioneller Porzellankunst.

## Porzellanmanufaktur ab 1990

### Produktion und Programm

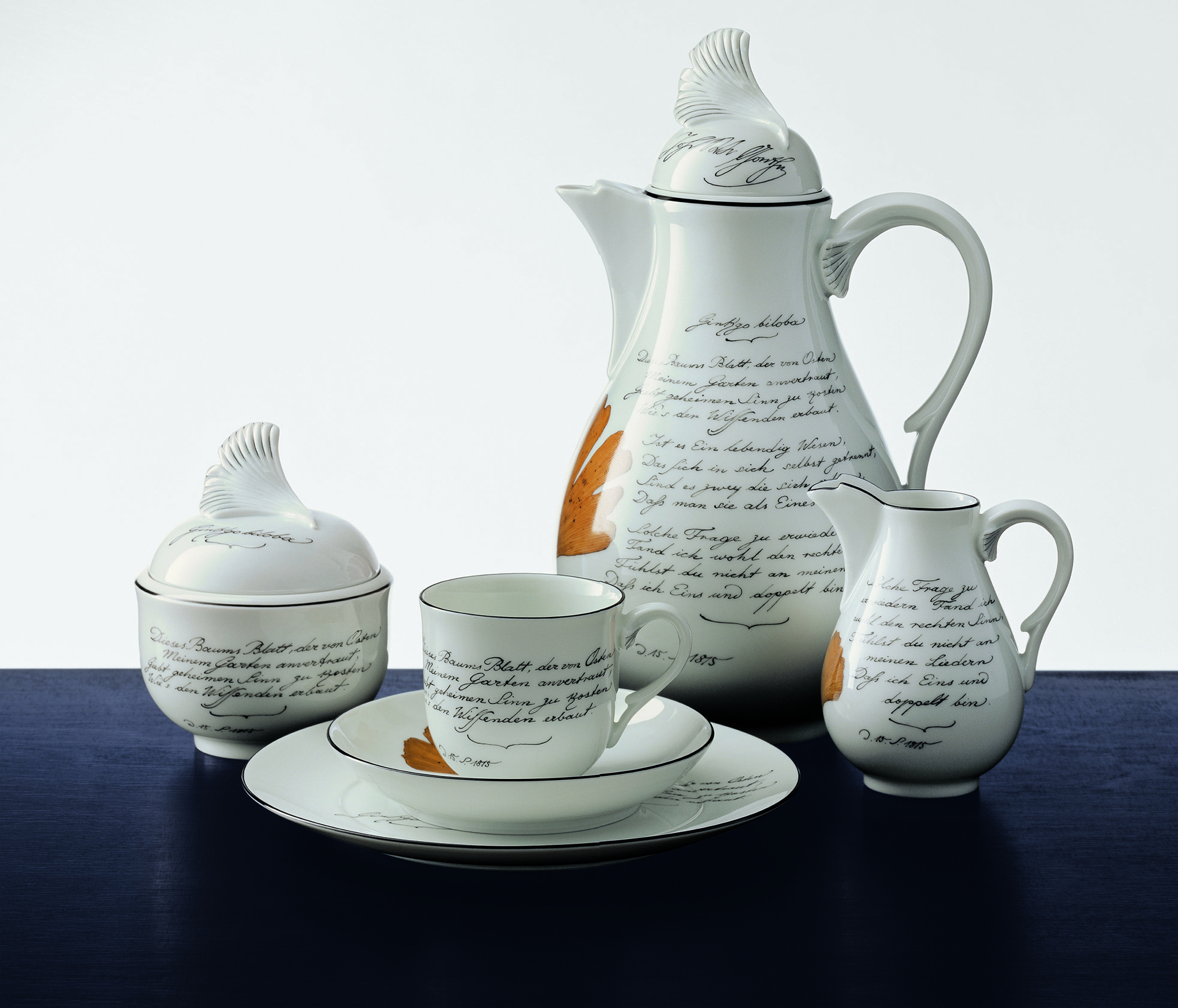
Modernes Kaffeeservice Ginkgo Biloba

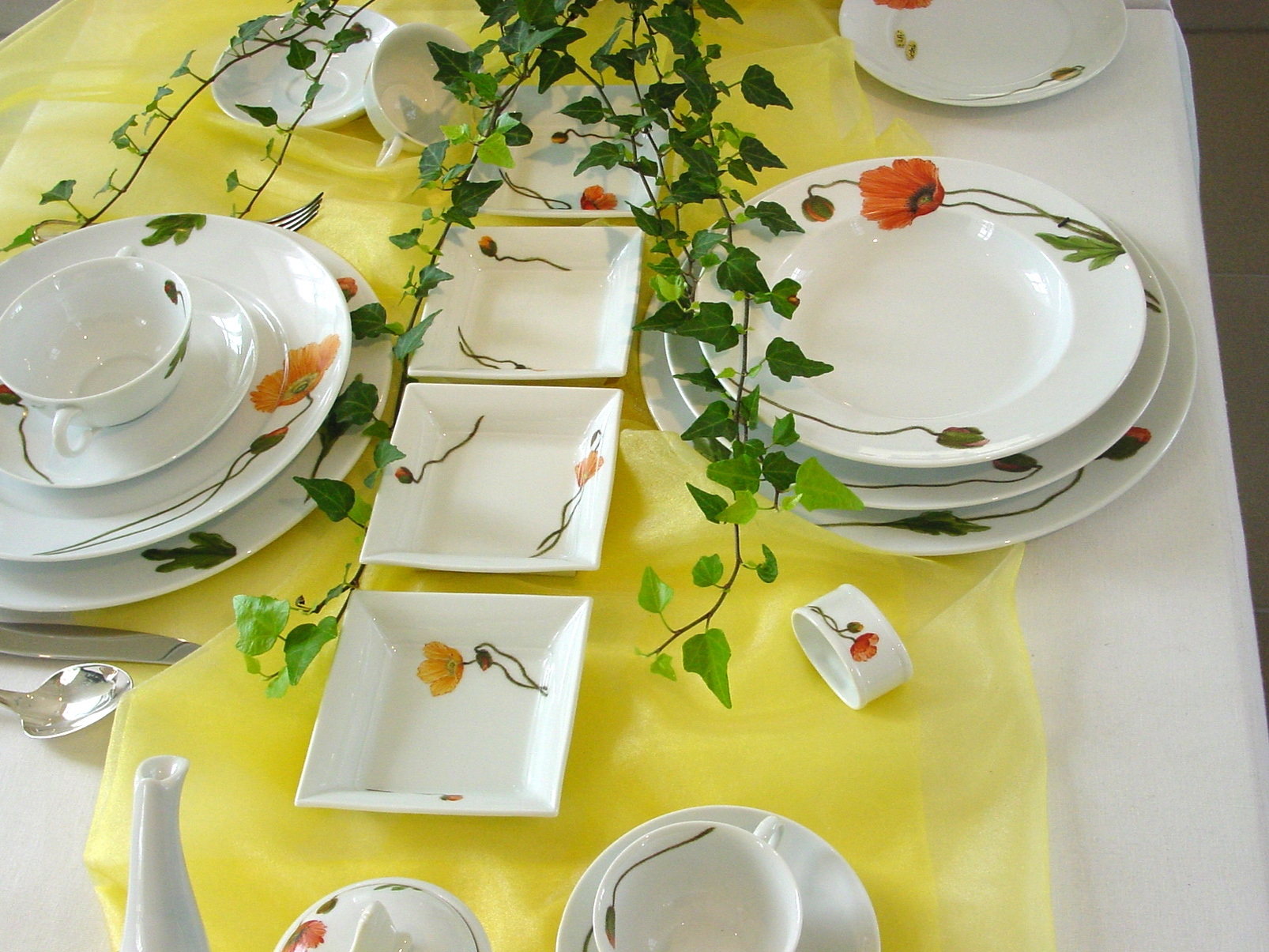
Mohnblumen-Service

Um Porzellan als eine Form gehobenen Lebensstils sowie als Kulturgut steigenden Wertes zu bewahren, hatte die Porzellanmanufaktur sich den Erhalt der historischen Arbeitstechniken zur Aufgabe gemacht. Bis zur Aufgabe der Produktion im Jahre 2010 wurde jedes Stück einzeln von Hand gefertigt, vom Formen und Bossieren über das Verputzen bis zum Bemalen und Vergolden, das frei Hand erfolgte, ohne Verwendung von Schablonen oder Druckvorlagen.
Seit 1994 hatte sich das Angebot der Porzellanmanufaktur durch die in den eigenen Ateliers entworfenen neuen Dekore, modernen Designs und Künstlereditionen, beispielsweise von Prinzessin Diane von Orléans, Herzogin von Württemberg, oder Friedrich Hechelmann, erweitert. Hechelmanns Teeservice zeigt eine mythisch-naturalistische Phantasiewelt: den Hirtengott Pan, umgeben von mythischen Pflanzen, Insekten und Amphibien. Die Dekorlinie Ginkgo Biloba, eine Hommage an Goethe, ist mit Ginkgoblättern und Gedichtzeilen in der nachempfundenen Handschrift Goethes bemalt.
Das Angebot der zuletzt im Residenzschloss Ludwigsburg befindlichen Verkaufsgalerie umfasste Service sowie Zierporzellan und Geschenkartikel. Neben Kerzenleuchtern, Vasen, Dosen und Schalen gehörten dazu unter anderem auch Figuren aller Art, beispielsweise Musiker, Tänzer oder Tierfiguren wie Papageien und Kakadus. Des Weiteren wurden in Auftragsarbeit Service unter Berücksichtigung individueller Wünsche der Auftraggeber gefertigt.
Auch diese Produkte wurden unter der 1995 in den Statuten des Unternehmens verankerte Selbstverpflichtung zur Handarbeit gefertigt. Ein aus Porzellanexperten und Kunsthistorikern bestehender künstlerischer Beirat wachte über die hohe Qualität der modernen Malereien und die originalgetreue Nachbildung historischer Stücke, beispielsweise der drei wieder ins Programm aufgenommenen Musiksoli-Figuren Geigenspieler, Waldhornbläser und Spinettspielerin.
Eine Zeitlang stellte die Porzellan-Manufaktur Ludwigsburg auf wasserlösliche Malfarben um. Dies kam der Gesundheit der Mitarbeiter zugute, da sie nicht mehr gezwungen waren, in Terpentindünsten zu arbeiten, wie es früher in der Porzellanmalerei üblich war. Diese Technik bewährte sich jedoch nicht und wurde nach einiger Zeit wieder aufgegeben.
Seit 2004 wird die Geschichte des Ludwigsburger Porzellans auch im neuen Keramikmuseum dokumentiert. Historische Stücke der Porzellanmanufaktur Ludwigsburg sind im Antiquitätenhandel selten zu finden. Die Porzellanmanufaktur mit Sitz im Residenzschloss Ludwigsburg war die einzige in Baden-Württemberg. Bis 2008 war sie in Europa zwar eine der kleinsten, aber dennoch eine der bedeutenden Manufakturen.

### Markenzeichen
Die historische Manufaktur markierte ihre Werke mit vielen verschiedenen Zeichen. Dies trägt wesentlich zur Datierbarkeit der Stücke bei. Das aktuelle eingetragene Markenzeichen der Porzellanmanufaktur Ludwigsburg findet seit 1947 als Blaumarke auf der Unterseite jedes einzelnen Stückes Verwendung, nebst einem Buchstabenkürzel, dem Malerzeichen. Bezug nehmend auf das ab 1759/1760 eingesetzte erste Zeichen der historischen Manufaktur zeigt es die Krone des Hauses Württemberg und darunter das verspiegelte Doppel-C Herzog Carl-Eugens. Nach 1947 wurde die Schriftmarke „Ludwigsburg“ ergänzt. Für Sondereditionen waren weitere Markenzeichen eingetragen.

### Wirtschaftliche Entwicklung und Insolvenz
Bis 2004 waren an der Porzellan-Manufaktur Ludwigsburg das Land Baden-Württemberg, die Stadt Ludwigsburg, die Baden-Württembergische Landesbank, Berthold Leibinger und Carl Herzog von Württemberg beteiligt.
Die Manufaktur war wie viele vergleichbare Manufakturen ein Zuschussbetrieb. Die Verluste wurden von den Gesellschaftern getragen: 2002 bezuschussten die Gesellschafter die Manufaktur mit über zwei Millionen Euro. Hoffnung kam auf, als 2004 der Luxusgüterhersteller EganaGoldpfeil 87,5 % der Anteile an der Manufaktur erwarb. Dessen weltweites Vertriebsnetz sollte dafür sorgen, dass die Produkte der Manufaktur über die Heimatregion hinaus bekannt würden und Abnehmer fänden. Die übrigen 12,5 % der Anteile hielt weiterhin die Stadt Ludwigsburg.
Nachdem jedoch EganaGoldpfeil Insolvenz anmeldete, musste auch die Porzellanmanufaktur am 29. August 2008 Zahlungsunfähigkeit beim Amtsgericht Ludwigsburg anmelden. Nach monatelanger Suche nach einem Käufer für das Unternehmen kam Anfang 2009 ein Kaufvertrag mit der Firma Lucas zustande, einer Holding mit russischen Investoren. Ab dem 16. Februar 2009 wurde das Unternehmen unter der Firma Schlossmanufaktur Ludwigsburg GmbH von dem russischen Geschäftsführer Maxim Gennel geführt. Im März 2014 meldete die Porzellanmanufaktur erneut Insolvenz an. Im Oktober 2015 wurde die Schließung der Porzellanmanufaktur angekündigt, die Produktion endete im Januar 2016.